# House of Fools
House of Fools là một ban nhạc rock đến từ Greensboro, Bắc Carolina. Ban nhạc gồm các thành viên Josh King (hát/ghita thường), David McLaughlin (ghita, hát nền), Joel Kiser (ghita), Matt Bowers (keyboard), Jordan Powers (ghi-ta bass) và Jack Foster (trống).
Sau khi phát hành album đầu tiên (thu âm và sản xuất bởi R. Walt Vincent ở phòng thu Los Angeles của ông), họ đã được nhắc đến trong danh sách "100 ban nhạc bạn cần biết" của Alternative Press.
Vào cuối năm 2008, sau khi sáng tác và thu âm khoảng 30 ca khúc, tay trống Phil Bell đã rời nhóm vì lý do sức khỏe. Nhóm đã tìm kiếm một tay trống mới để thay thế. Ngày 12 tháng 3 năm 2009, nhóm thông báo thành viên mới sẽ là Jack Foster, nhưng đồng thời tay bass, Jeff "Salsa" Linn, đang chuẩn bị rời nhớm. Gần đây, ban nhạc đã tìm ra được thành viên mới thay thế là Jordan Powers, một người bạn lâu năm của nhóm.

## Danh sách đĩa nhạc

### Album
- Live and Learn (2007)

### EP
- House of Fools (2006)

### Bài hát khác
- "Blowin' in the Wind" – phát hành trong Listen to Bob Dylan: A Tribute (2005)
- "Tricky Treats" – có trên trang MySpace của nhóm